# Kaman SH-2 Seasprite
Kaman SH-2 Seasprite je palubni protipodmorniški helikopter, ki so ga razvili v poznih 1950ih za potrebe Ameriške mornarice. Sprva je bil razvit kot večnamenski helikopter, pozneje so ga predelali za protipodmorniško bojevanje. V uporabo je vstopil leta 1962, zadnje helikopterje SH-2G je Ameriška mornarica upokojila leta 2001. SH-2 je konvencionalne konfiguracije, ima en glavni rotor in repni rotor.
Verzijo UH-2A poganja en turbogredni motor, verzijo SH-2F pa dva. 

## Specifikacije (UH-2A)
Podatki iz Carrier Aviation Air Power Directory
Splošne karakteristike
- Dolžina: 52 ft 2 in (15,90 m)
- Premer rotorja: 44 ft 0 in (13,41 m)
- Višina: 13 ft 6 in (4,11 m)
- Površina rotorjev: 1520,53 ft2 (14,26 m2)
- Teža praznega letala: 6100 lb (2767 kg)
- Maks. vzletna teža: 10200 lb (4627 kg)
- Pogon letala: 1 ×  turbogredni motor General Electric T58-GE-8B, 1525 KM (1137 kW)
- Rotor: 4-kraki glavni in 3-kraki repni

 Zmogljivost 
- Neprekoračljiva hitrost: 150 vozlov (278 km/h, 173 mph)
- Maks. hitrost: 141 vozlov (162 mph, 261 km/h)
- Potovalna hitrost: 120 vozlov (138 mph, 222 km/h)
- Doseg: 582 nmi (670 milj, 1080 km)
- Višina leta: 17400 ft (5305 m)

## Specifikacije (SH-2F)
Podatki iz The Encyclopedia of World Military Aircraft
Splošne karakteristike
- Dolžina: 52 ft 7 in (15,9 m)
- Premer rotorja: 44 ft 0 in (13,41 m)
- Višina: 15 ft 6 in (4,72 m)
- Površina rotorjev: 1520,53 ft2 (141,26 sq m2)
- Teža praznega letala: 7040 lb (3193 kg)
- Maks. vzletna teža: 12800 lb (5805 kg)
- Pogon letala: 2 ×  turbogredni motor General Electric T58-GE-8F, 1350 KM (1007 kW)  vsak
- Rotor: 4-kraki glavni in 4-kraki repni

 Zmogljivost 
- Maks. hitrost: 143 vozlov (165 mph, 265 km/h)
- Potovalna hitrost: 130 vozlov (150 mph, 241 km/h)
- Doseg: 366 nmi (422 milj, 679 km)
- Višina leta: 22500 ft (6860 m)

Oborožitev

- Nosilci za orožje: 2× pri straneh
- Izstrelki: Vodene rakete, npr. AGM-65 Maverick
- Torpedo: 2× Mk 46 ali Mk 50